# جنگ صفویان با شروانشاهان (۱۵۴۷)
جنگ صفویان با شروانشاهان نبردی بود که در سال ۱۵۴۷ میلادی بین شاه طهماسب یکم و دولت شروانشاهان روی داد. هنگامی که القاسب میرزا حاکم شروان در ۹۵۴ هجری قمری/ ۱۵۴۷ میلادی علیه برادرش شاه تهماسب شورید و ناگزیر شد به دولت عثمانی پناه ببرد، شاه تهماسب یکم فرزند نوجوان خود اسماعیل میرزا را به حکومت شروان گماشت و گوگجه سلطان قاجار را به سمت للگی او برگزید. خاندان شروانشاهان که از دیرباز بر شروان حکومت می‌کردند و با نیاکان اسماعیل میرزا، شیخ جنید، شیخ حیدر و شاه اسماعیل یکم به جنگ‌های متعدد پرداخته بودند، تسلط شاه تهماسب یکم را تحمل نمی‌کردند. برهان سردار شروانشاه در سال ۹۵۴ هجری قمری/ ۱۵۴۷ میلادی برای تسخیر قلمرو موروثی خود قیام کرد و گروه زیادی گردآوری کرد. در نبردی که سپاه صفوی به فرماندهی اسماعیل میرزا (بعدا" شاه اسماعیل دوم) با شروانشاهان به رهبری برهان رخ داد، سپاه برهان شکست خورد و وی از آوردگاه گریخت.